# Chu vi
Chu vi là độ dài đường bao quanh một hình hai chiều. Từ "chu vi" được dùng với cả hai nghĩa: đường bao quanh một diện tích và tổng độ dài của đường này.

## Các công thức

### Đa giác
Chu vi của một đa giác được tính bằng tổng độ dài các cạnh của nó.
Vì vậy, công thức tính chu vi của tam giác là {\displaystyle P=a+b+c}, trong đó {\displaystyle a}, {\displaystyle b} và {\displaystyle c} là các cạnh của tam giác. Với tứ giác công thức là {\displaystyle P=a+b+c+d}.
Công thức tổng quát cho đa giác n cạnh: P = a1 + a2 +... + an
Trong đó a1, a2,... an là các cạnh của đa giác.

### Đường tròn
Với các đường tròn có công thức tính chu vi là:
{\displaystyle P=2.\pi .r}
hoặc
{\displaystyle P=\pi .d}
- {\displaystyle P} là chu vi,
- {\displaystyle r} là bán kính,
- {\displaystyle \pi } là hằng số pi ({\displaystyle \pi =3.14159265...})
- {\displaystyle d} là đường kính hình tròn (bằng hai lần bán kính)